# Suzuki Cappuccino

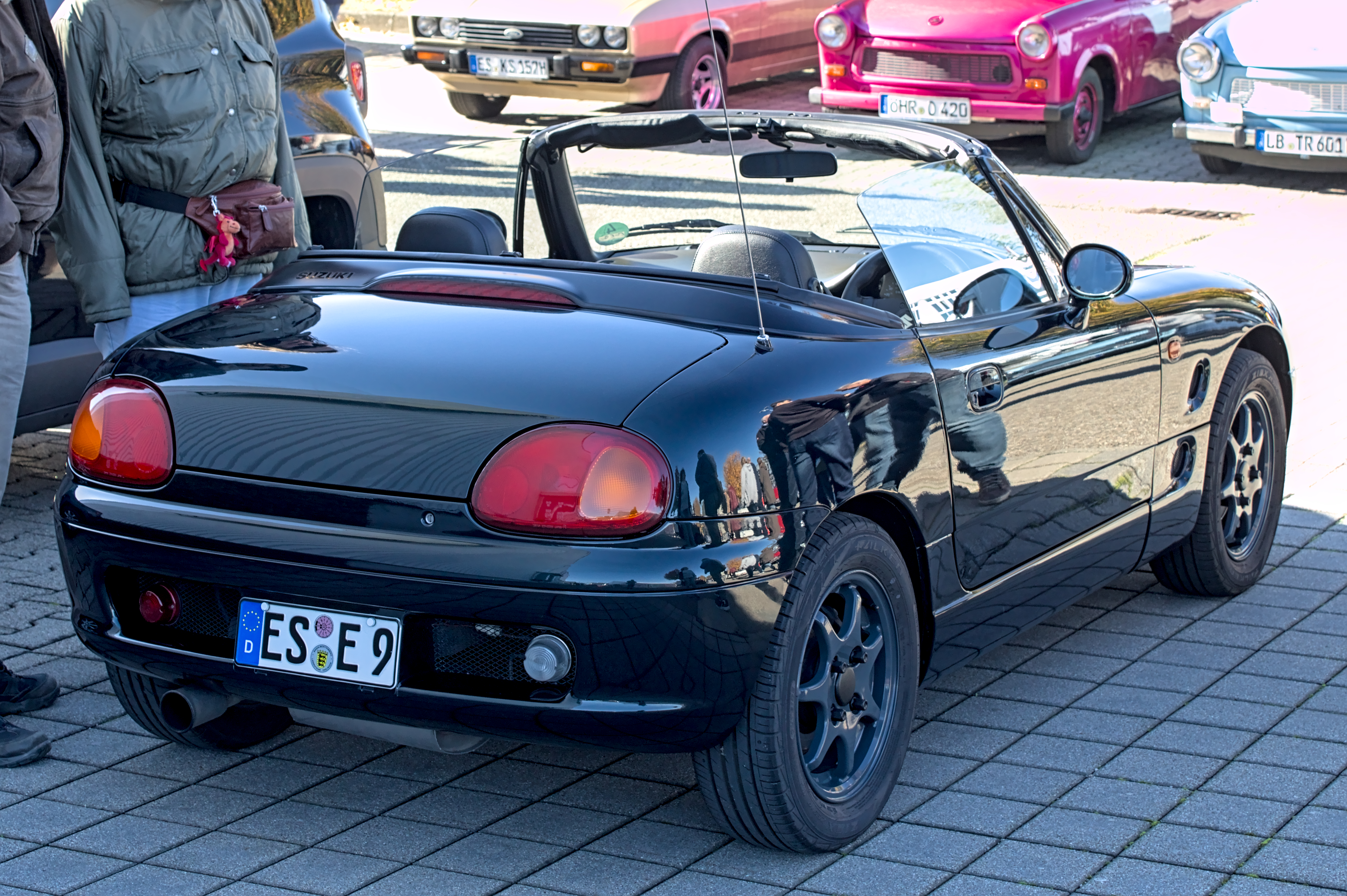

La Cappuccino est un cabriolet du constructeur automobile japonais Suzuki produit de 1991 à 1998.

## Présentation
La Suzuki Cappuccino est préfigurée par un concept car au salon de l'automobile de Tokyo 1989 puis le modèle de série est présenté au salon de Tokyo 1991.
Le constructeur avait décidé de le commercialiser uniquement pour son marché interne, mais Suzuki UK a entamé les négociations avec la maison-mère afin de pouvoir importer la Cappuccino au Royaume-Uni. Après 18 mois, le projet est validé pour l'importation de 1 500 exemplaires et la Cappuccino est présentée au British International Motor Show de 1992. Commercialisée à partir d’octobre 1993, elle ne sera proposée qu’en deux coloris rouge ou gris, vu la petite quantité exportée hors du Japon (le volume étant ramené à 1 182 exemplaires, du fait des quotas d’importations britanniques). Finalement, 1 110 voitures seront immatriculées en Angleterre entre 1993 et 1995, les 72 autres trouvant preneur sur le vieux continent.

### Phase 2
Suzuki fait évoluer la Cappuccino en 1995, car le prix de revient d’une adaptation sur place ne serait pas économiquement rentable, du fait du petit volume d’importation. C’est ainsi qu’apparait le modèle EA21R, équipé d’un moteur plus léger, à distribution par chaîne et non plus par courroie, produisant plus de couple avec la même émission de CO2 que la version précédente, de jantes plus légères, et pouvant aussi recevoir une boite automatique en option. La production se poursuivra jusqu’en 1997, date à laquelle la Cappuccino tire sa révérence.

## Caractéristiques techniques

### Motorisation
La Cappucino est dotée d'un petit moteur 3-cylindres à injection électronique de 657 cm3 accouplé à un turbo pour un couple de 85 N m à 4 000 tr/min, et un poids de 690 kg.